# 沢井駅
沢井駅（さわいえき）は、東京都青梅市沢井二丁目にある、東日本旅客鉄道（JR東日本）青梅線の駅である。駅番号はJC 68。

## 歴史
- 1929年（昭和4年）9月1日：青梅電気鉄道 二俣尾 - 御嶽間開通と同時に開業[3][4]。旅客および貨物の取扱を開始[4]。
- 1944年（昭和19年）4月1日：青梅電気鉄道の戦時買収私鉄指定による国有化により、運輸通信省青梅線の駅となる[3][4]。
- 1958年（昭和33年）11月1日：貨物の取扱を廃止[4]。
- 1971年（昭和46年）2月1日：荷物扱い廃止[5]。無人化[6]。
- 1987年（昭和62年）4月1日：国鉄分割民営化に伴い、東日本旅客鉄道（JR東日本）の駅となる[3][4]。
- 2002年（平成14年）2月8日：ICカード「Suica」の利用が可能となる[7][8]。
- 2010年（平成22年）3月：自由通路の塗り替え、駅名標の交換など駅舎の改装を実施する[9]。
- 2018年（平成30年）1月30日：自動券売機での切符の発売、ICカードのチャージ等を終了。
- 2019年（令和元年）11月30日：列車交換設備廃止。南口側の線路の使用を停止し棒線化[2]。

## 駅構造
単式ホーム1面1線と橋上駅舎を有する地上駅。
青梅駅管理の無人駅で、乗車駅証明書発行機、簡易Suica改札機が設置されている。ホームから跨線橋が南北に伸びており、それぞれ北口・南口となっているほか、1面1線化後はホーム上にも直接南口側への出入口が設けられている（スロープは未設置）。旧駅舎は南口側にあったが、橋上駅舎の完成後に撤去された。
跨線橋には、楼閣を模した屋根が乗り、中央には仏塔がそびえている。

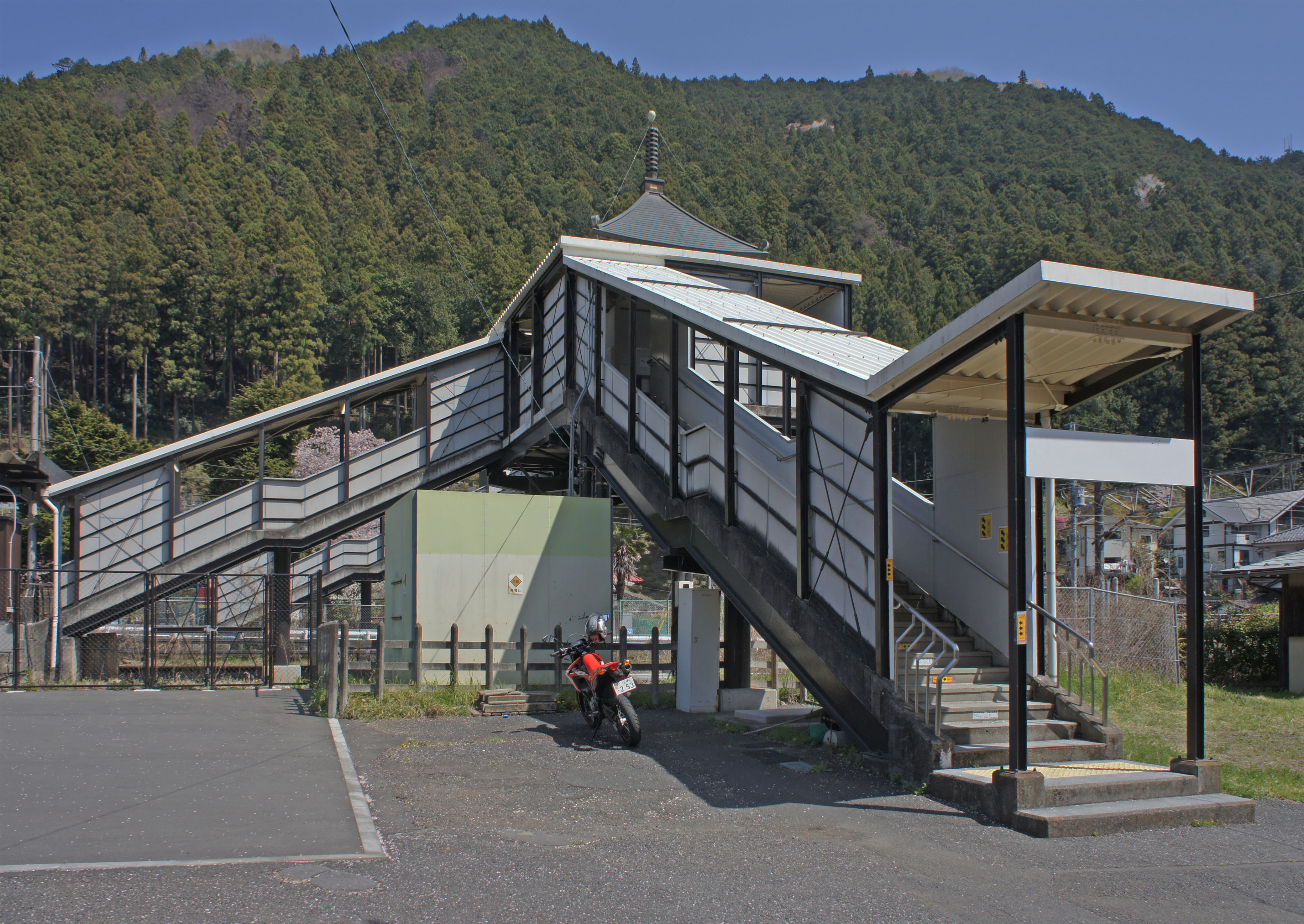
南口（2022年4月）
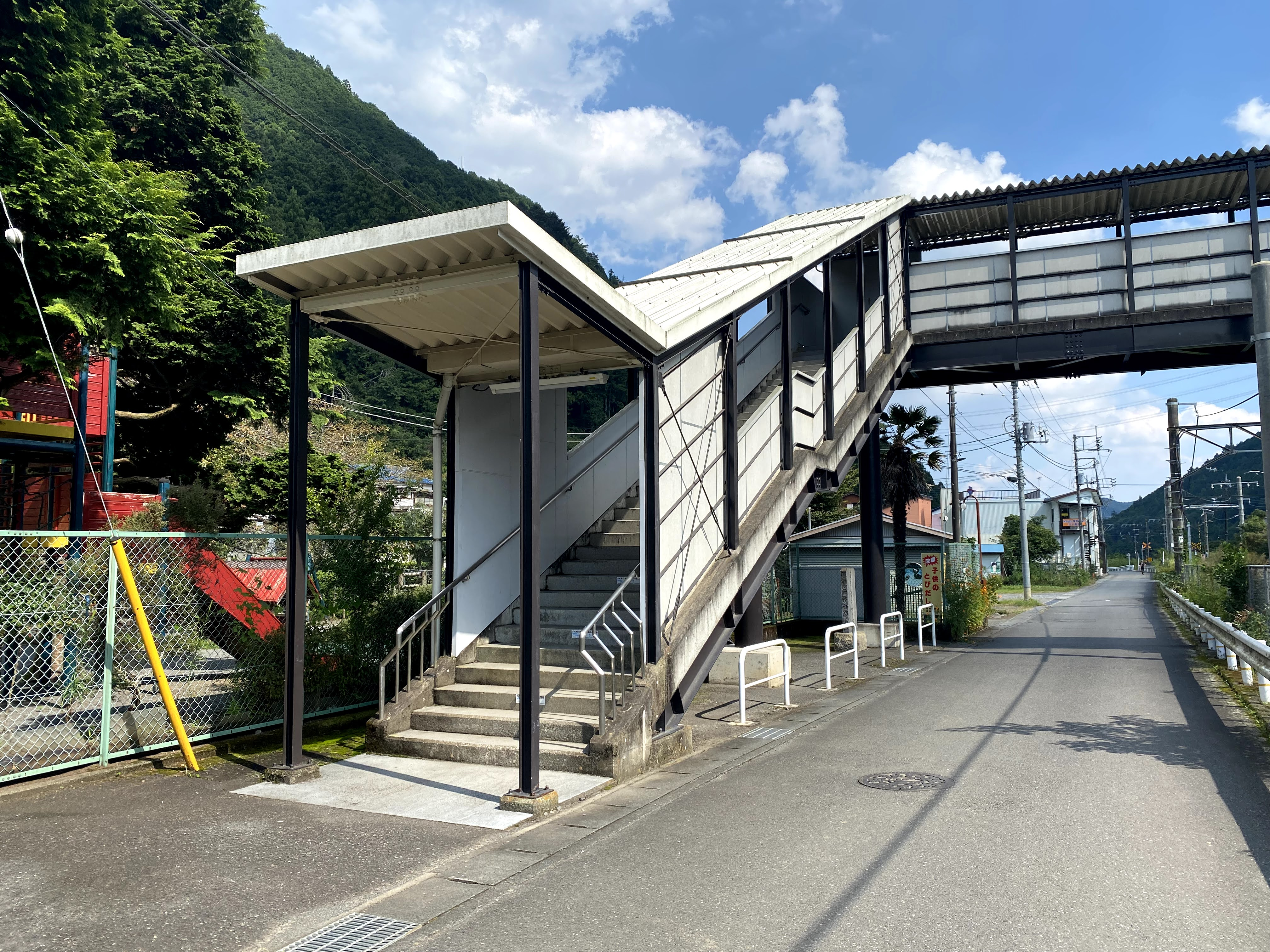
北口（2021年9月）
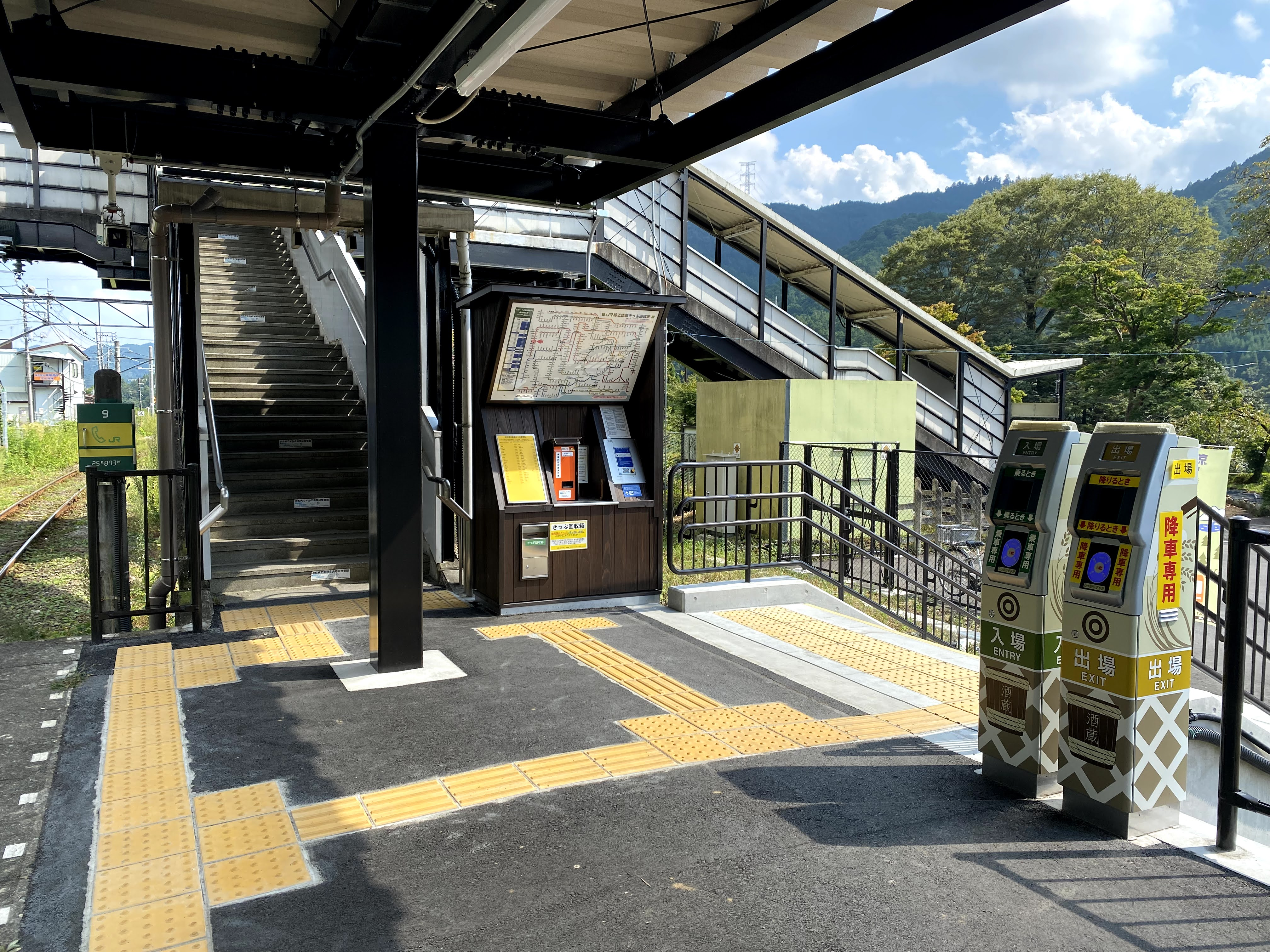
改札口（2021年9月）
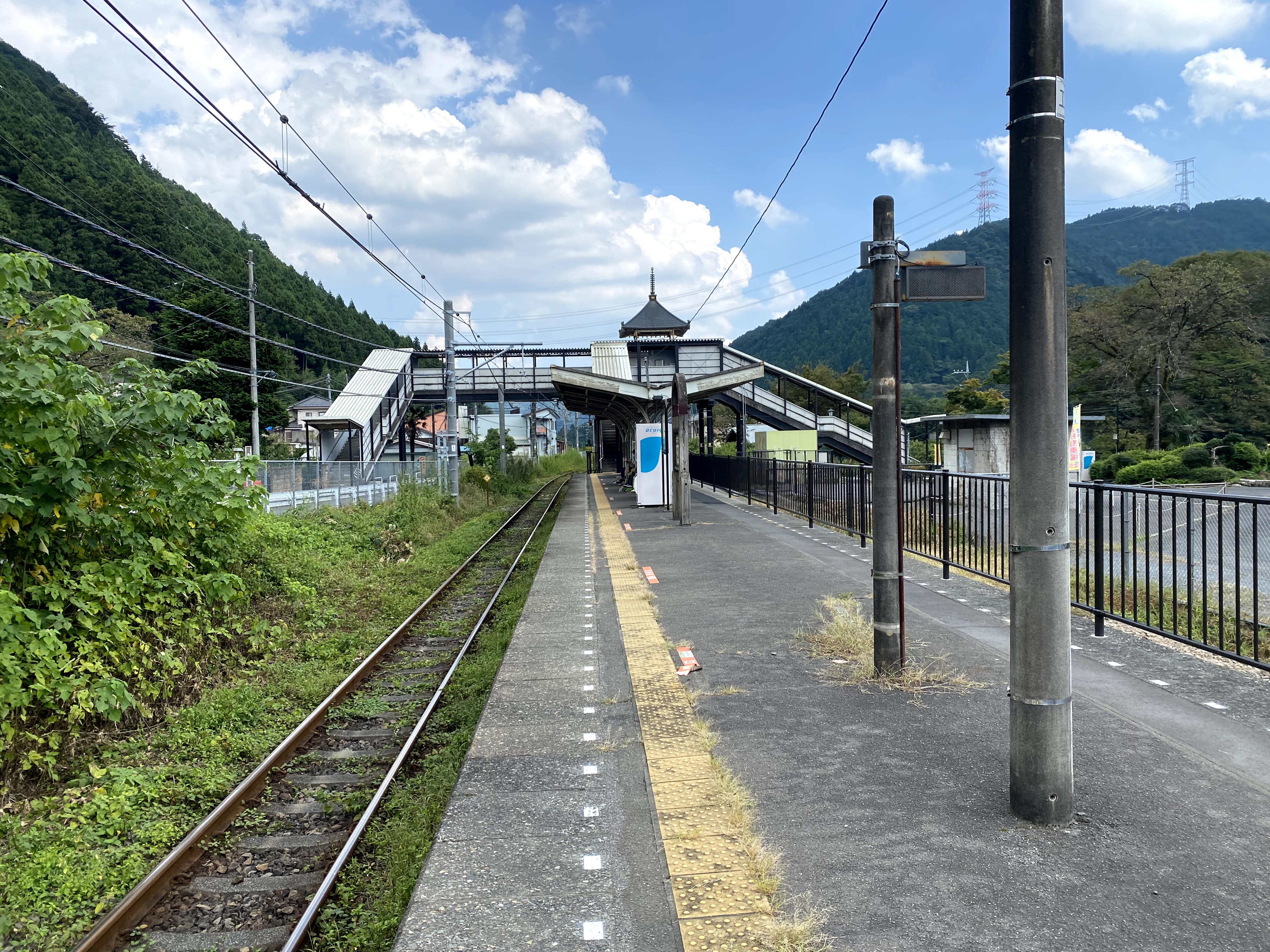
ホーム（2021年9月）

## 利用状況
2010年（平成22年）度の1日平均乗車人員は274人である。
近年の推移は下記の通り。
| 年度               | 1日平均 乗車人員 | 出典     |
| ------------------ | ---------------- | -------- |
| 1990年（平成02年） | 258              | [ * 1 ]  |
| 1991年（平成03年） | 352              | [ * 2 ]  |
| 1992年（平成04年） | 427              | [ * 3 ]  |
| 1993年（平成05年） | 433              | [ * 4 ]  |
| 1994年（平成06年） | 433              | [ * 5 ]  |
| 1995年（平成07年） | 462              | [ * 6 ]  |
| 1996年（平成08年） | 416              | [ * 7 ]  |
| 1997年（平成09年） | 382              | [ * 8 ]  |
| 1998年（平成10年） | 356              | [ * 9 ]  |
| 1999年（平成11年） | 350              | [ * 10 ] |
| 2000年（平成12年） | 326              | [ * 11 ] |
| 2001年（平成13年） | 312              | [ * 12 ] |
| 2002年（平成14年） | 301              | [ * 13 ] |
| 2003年（平成15年） | 309              | [ * 14 ] |
| 2004年（平成16年） | 307              | [ * 15 ] |
| 2005年（平成17年） | 299              | [ * 16 ] |
| 2006年（平成18年） | 296              | [ * 17 ] |
| 2007年（平成19年） | 290              | [ * 18 ] |
| 2008年（平成20年） | 296              | [ * 19 ] |
| 2009年（平成21年） | 282              | [ * 20 ] |
| 2010年（平成22年） | 274              | [ * 21 ] |

## 駅周辺

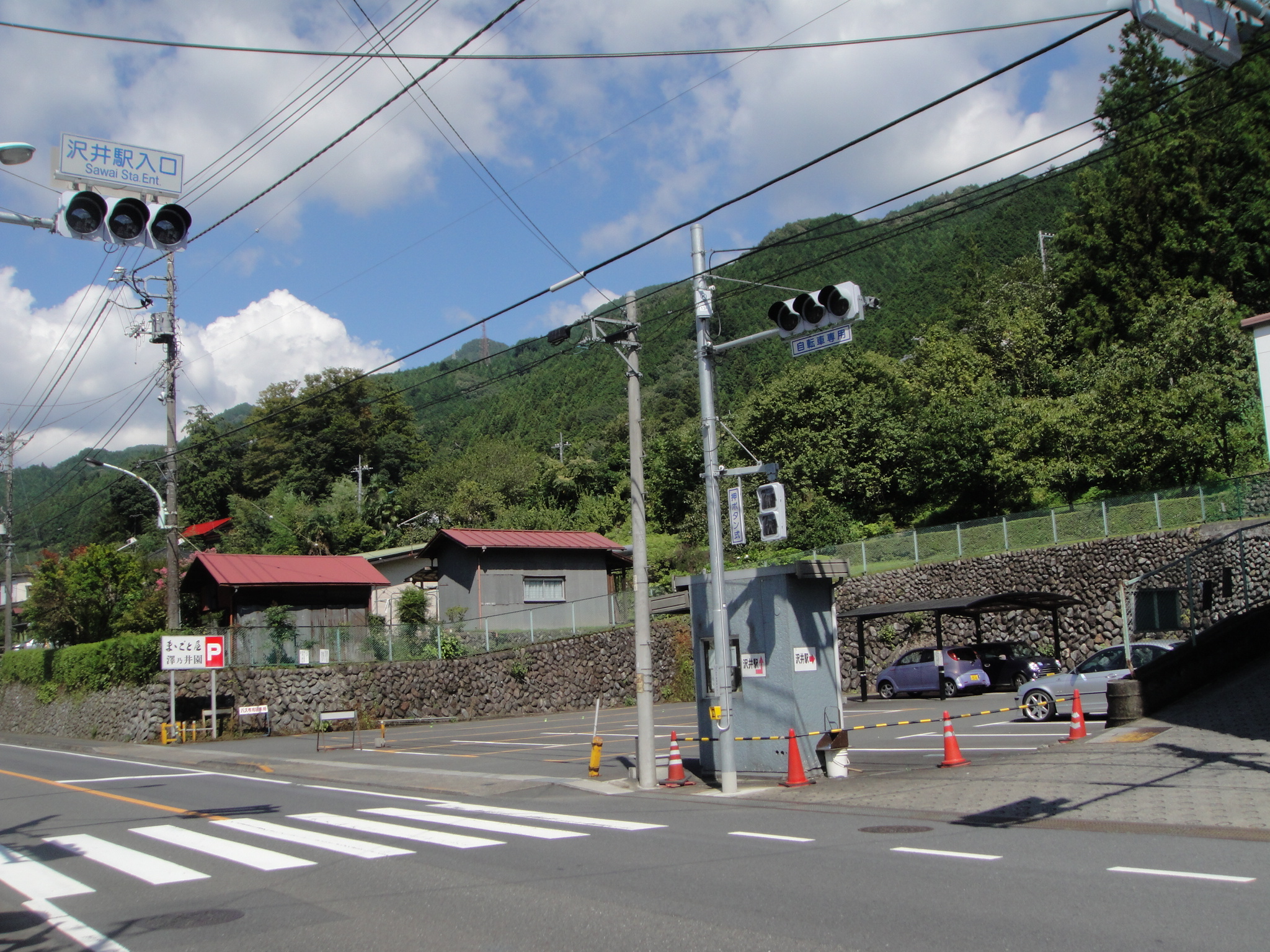
国道411号沢井駅入口交差点

南側に駅前広場を持ち、青渭通りに面している。南口を出てすぐの坂を下ると、青梅街道に出る。
- 青梅街道（国道411号）
- 多摩川
- 青梅市沢井市民センター
- 青梅市役所沢井出張所
- 青梅市沢井図書館
- 青梅市沢井保健福祉センター
- 青梅市沢井市民センタープール
- 御岳渓谷遊歩道
- 日本寒山寺
- 楓橋
- 澤乃井櫛かんざし美術館
- 小澤酒造[1]

## バス路線
青梅街道沿いにある「沢井駅入口」バス停から発着する。
- 都営バス（東京都交通局）
  - 梅01：青梅駅前行（土休日のみ）
- 西東京バス
  - 御11：ケーブル下行 / 青梅駅行

## 隣の駅
東日本旅客鉄道（JR東日本）
 青梅線（東京アドベンチャーライン）
■各駅停車
軍畑駅 (JC 67) - 沢井駅 (JC 68) - 御嶽駅 (JC 69)

### 記事本文